# Scott Tinley
Scott Tinley, né le 25 octobre 1956 à Santa Monica en Californie, est un triathlète professionnel américain, double vainqueur de l'Ironman d'Hawaï en février 1982 et en 1985.

## Biographie
Dans les années 1980, Scott Tinley domine le triathlon mondial  avec Mark Allen, Dave Scott et Scott Molina qui s’affrontent régulièrement sur l'Ironman d'Hawaï et sur le Triathlon international de Nice. Il fait partie des Big Four surnom que la presse spécialisée donne aux quatre triathlètes américains.
Entre 1981 et 1997 il participe douze fois à l'Ironman de Kona, monte huit fois sur le podium, dont deux fois sur la plus haute marche. Triathlète novateur, il est le premier à utiliser un « guidon de triathlon » sur son vélo.  Il est intronisé dans le hall of fame de l'Ironman en 1995.
Après avoir participé à plus de 400 compétitions de triathlon, il prend sa retraite et se reconvertit en écrivain et enseignant. Un de ses livres, Racing the Sunset, explore les questions de transitions et de changement de vie des athlètes de haut niveau, autour d'études qui sont à cette époque le résultat de l'une des recherches les plus complètes jamais entreprises sur les athlètes prenant leur retraite.
Scott Tinley enseigne l'anglais et donne aussi des cours sur les thèmes du  sport dans la  société à l'université d'État de San Diego. En 2015, il  enseigne à l'université d'État de Californie San Marcos où il vit avec sa femme Virginia et leurs deux enfants.

## Palmarès
Le tableau présente les résultats les plus significatifs (podium) obtenus sur le circuit national et international de triathlon depuis 1981,.
| Année | Compétition                                  | Pays             | Position | Temps            |
| ----- | -------------------------------------------- | ---------------- | -------- | ---------------- |
| 1992  | Ironman Canada                               | Canada           |          | 8 h 27 min 45 s  |
| 1990  | Ironman Taupo                                | Nouvelle-Zélande |          | 8 h 44 min 13 s  |
| 1990  | Ironman - Championnat du monde à Kailua-Kona | États-Unis       |          | 8 h 37 min 40 s  |
| 1989  | Escape from Alcatraz Triathlon               | États-Unis       |          | Timing           |
| 1988  | Ironman Nouvelle-Zélande                     | Nouvelle-Zélande |          | Timing           |
| 1988  | Triathlon international de Nice              | France           |          | 6 h 12 min 54 s  |
| 1987  | Triathlon international de Nice              | France           |          | 6 h 7 min 23 s   |
| 1986  | Ironman Taupo                                | Nouvelle-Zélande |          | Timing           |
| 1986  | Ironman - Championnat du monde à Kailua-Kona | États-Unis       |          | 9 h 0 min 37 s   |
| 1985  | Ironman - Championnat du monde à Kailua-Kona | États-Unis       |          | 8 h 50 min 54 s  |
| 1985  | Triathlon international de Nice              | France           |          | 5 h 55 min 52 s  |
| 1985  | Championnat des États-Unis                   | États-Unis       |          | Timing           |
| 1984  | Ironman - Championnat du monde à Kailua-Kona | États-Unis       |          | 9 h 18 min 45 s  |
| 1984  | Triathlon international de Nice              | France           |          | 5 h 56 min 22 s  |
| 1984  | Championnat des États-Unis                   | États-Unis       |          | Timing           |
| 1983  | Ironman - Championnat du monde à Kailua-Kona | États-Unis       |          | 9 h 6 min 30 s   |
| 1983  | Championnat des États-Unis                   | États-Unis       |          | Timing           |
| 1982  | Ironman - Championnat du monde à Kailua-Kona | États-Unis       |          | 9 h 19 min 41 s  |
| 1982  | Ironman - Championnat du monde à Kailua-Kona | États-Unis       |          | 9 h 28 min 28 s  |
| 1982  | Triathlon international de Nice              | France           |          | 6 h 45 min 50 s  |
| 1981  | Ironman - Championnat du monde à Kailua-Kona | États-Unis       |          | 10 h 12 min 47 s |

## Voir Aussi

### Publications
- (en) Finding Triathlon : How Endurance Sports Explain the World, Hatherleigh Press, septembre 2015, 206 p. (ISBN 978-1-57826-584-8).
- (en) Racing the Sunset : How Athletes Survive, Thrive, or Fail in Life After Sport, Skyhorse Publishing,, 2015, 376 p. (ISBN 978-1-63220-564-3)
- (en) Things To Be Survived, Habitus Books, 2006 (ISBN 978-1-4276-0794-2).
- (en) Ken McAlpine, Scott Tinley’s Winning Guide to Sports Endurance : How to Maximize Speed trength and Stamina, Rodale Press, 1994, 258 p. (ISBN 978-0-87596-106-4).
- (en) Finding the Wheel’s Hub : Tales and Thoughts on the Endurance Athletic Lifestyle, Trimarket, 1995., 189 p. (ISBN 978-0-9634568-5-4).
- (en) Triathlon : A Personal History, Velo-Press, 1999., 268 p. (ISBN 978-1-884737-49-7).
- (en) Racing the Sunset : An Athlete’s Quest for Life After Sport, The Lyons Press, 2003, 326 p. (ISBN 978-1-59228-095-7).
- (en) Scott Tinley’s Winning Triathlon, Contemporary Books, 1986, 186 p. (ISBN 978-0-8092-5117-9).
- (en) Psychosocial Aspects of Sports Injury and Illness, SDSU, 2015 (ISBN 978-0-7442-8768-4).